# Wladimir Alexandrowitsch Wlassow
Wladimir Alexandrowitsch Wlassow (russisch Владимир Александрович Власов; * 25. Dezember 1902jul. / 7. Januar 1903greg. in Moskau; † 7. September 1986 ebenda) war ein russischer Komponist. 
Wlasow studierte bis 1929 am Moskauer Konservatorium Violine bei Abram Jampolski und Komposition bei Georgi Catoire und Nikolai Schiljajew. Von 1926 bis 1936 war er Komponist und Dirigent am Moskauer Künstlertheater МХАТ 2. Von 1936 bis 1942 leitete er die Kirgisische Nationaloper in Frunse. Gemeinsam mit Abdylas Maldybajew und Wladimir Fere gilt er als Begründer der klassischen kirgisischen Oper und Ballettmusik. Von 1943 bis 1949 wirkte er als Dirigent und künstlerischer Leiter der Moskauer Philharmonie.
Neben zwölf Opern und sieben Balletten, die er überwiegend gemeinsam mit Fere schrieb, komponierte er eine Operette, drei sinfonische Dichtungen, zwei Orchesterouvertüren, eine Streichersuite, zwei Cellokonzerte, kammermusikalische Werke, Oratorien, Kantaten, Lieder und Schauspielmusiken.

## Werke
- Лунная красавица (Mondschönheit), Oper, 1939
- Анар (Anar), Ballett, 1940
- За счастье народа (Zum Wohle des Volkes), Oper, 1941
- Селькинчек (Selkintschek), Ballett, 1943
- Сын народа (Ein Sohn des Volkes), Oper, 1947
- На берегах Иссык-Куля (An den Ufern des Issyk-Kul), Oper, 1951
- Вес-на в Ала-Тоо (Frühling in Ala-Too), Ballett, 1955
- Токтогул (Toktogul), Oper, 1958
- Ведь-ма (Die Hexe), Oper, 1965
- Пять миллионов фран-ков (Fünf Millionen Franken), Operette, 1965
- За час до рассвета (Eine Stunde vor der Dämmerung), Oper, 1967
- Асель (Aselj), Ballett nach einer Erzählung von Tschingis Aitmatow, 1967
- Сотворение Евы (Die Erschaffung der Eva), Ballett, 1968
- Принцесса и са-пожник (Die Prinzessin und der Schuster), Ballett, 1970
- Золотая девушка (Das goldene Mädchen), Oper, 1972
- Фрулуе (Frulue), Oper, 1984